# Historique du parcours européen de l'AS Monaco
 (octobre 2024).
- Si vous ne connaissez pas le sujet, laissez ce bandeau (vous pouvez alors contacter les auteurs).
- Si vous supprimez le contenu mis en cause (vous pouvez préalablement contacter les auteurs),

argumentez précisément cette suppression dans la page de discussion
(un manque de référence n'est pas un argument ; une recherche réelle de référence doit avoir été effectuée, être formellement documentée).
Dernière mise à jour : 9 décembre 2021.
L'histoire de l'AS Monaco en coupe d'Europe débute en Ligue des champions en 1961. Le club parvient à se qualifier quelquefois dans les années 1970 avant de devenir un participant régulier à partir des années 1980 aux compétitions européennes de l'UEFA. Le club atteint dans les années 1990 les demi-finales de plusieurs compétitions et parvient même en finale lors de la Coupe d'Europe des vainqueurs de coupe de football 1991-1992, battu de deux buts par les Allemands du Werder Brême. 
En 2004, après plusieurs demi-finales non abouties, l'AS Monaco atteint et perd 3-0 la finale de la Ligue des champions 2004 face au FC Porto, en ayant éliminé cette même année le Real Madrid ou encore Chelsea. 
Un temps tombé dans l'oubli, les rouges et blancs font leur retour sur la scène européenne en 2014 en atteignant les quarts de finale de la compétition.

## Repères historiques

### Participations constantes mais sans succès (1961-1988)
Champion de France en 1961, l'AS Monaco vie sa première aventure européenne et rencontre les Glasgow Rangers en tour préliminaire de la Coupe des clubs champions européens de 1962. En 1964, les asémistes atteignent leur premier huitième de finale européen face à l'Inter Milan. 
Ils participent ensuite de façon plus régulière aux coupes européennes à partir du début des années 1980. Ils jouent ainsi la Coupe d'Europe des vainqueurs de coupe en 1975, 1981 et 1986. Ils sont également présent en Coupe UEFA en 1980, 1982 et 1985 et en Coupe des clubs champions européens en 1979 et 1983 sans pour autant parvenir à franchir le stade des huitièmes de finale.

### Quelques épopées: finale et demi-finales (1988-2003)
En 1989, l'ASM est engagé en Coupe des clubs champions européens et va parvenir aux quarts de finale de la compétition pour la première fois de leur histoire après avoir battu les Islandais du Valur Reykjavik et les Belges du FC Bruges. Ils seront battus par Galatasaray (1-2 sur l'ensemble de deux matchs). 
L'année d'après, en 1990, le club de la principauté ira jusqu'en demi-finale de la Coupe d'Europe des vainqueurs de coupe, en éliminant le CF Belenenses, le BFC Dynamo Berlin et Valladolid. Ils seront évincés de la compétition par la Sampdoria (2-4). En 1991, le club atteint les huitièmes de la Coupe UEFA. 
Le club de la principauté se hisse jusqu'en finale de la Coupe d'Europe des vainqueurs de coupe de 1992 après avoir éliminé successivement Swansea City, l'IFK Norrköping, l'AS Rome et Feyenoord Rotterdam. Le club dispute sa première finale européenne au Stade de Luz. Alors entrainé par Arsène Wenger, l'ASM est défait 2-0 par le club allemand du Werder Brême sur des buts de Klaus Allofs et Wynton Rufer. 
Par la suite, ils n'iront qu'en huitièmes de finale de la Coupe d'Europe des vainqueurs de coupe en 1993. Mais, en 1994, les Monégasques décrocheront un demi-finale en Ligue des champions, la première de leur histoire, perdue face à l'AC Milan (0-3). Qualifié pour la Coupe UEFA en 1996 et 1997, ils atteindront également le stade des demies, échouant à nouveau contre un club milanais, ici l'Inter Milan, battus 3 à 2. En 1998, le club atteint à nouveau les demies de la Ligue des champions, éliminant notamment Manchester United. Ils seront battus par un autre club italien, la Juventus de Turin avec un total de 6 à 4 sur les deux matchs. 
En 1999 et en 2000, le club ira jusqu'en huitième de finale la Coupe UEFA, éliminés respectivement par l'Olympique de Marseille et le RCD Majorque. En 2001, à nouveau engagé en Ligue des champions, le club de la principauté ne parvient pas à sortir de la phase de poule du groupe D, pourtant peu relevé avec comme seul poids lourd le vainqueur de la dernière Coupe UEFA, Galatasaray, les autrichiens du SK Sturm Graz et les écossais du Glasgow Rangers. Le club n'ira ensuite plus en Europe avant la saison 2003-2004.

### Première finale de Ligue des champions (2003-2004)

#### Phase de groupe
Après avoir terminé 2e du championnat en 2003 à un point de Lyon, l'AS Monaco retrouve la Ligue des champions. Le tirage au sort du premier tour est jugé à l'époque très difficile avec des équipes expérimentées, à savoir le PSV Eindhoven, l'AEK Athènes et le Deportivo La Corogne. 
Lors du premier match, Monaco se déplaçait à Eindhoven. Dès la 31e minute, Rothen, sur un coup franc côté gauche, adresse une passe décisive à Morientes qui place le ballon au fond des filets sur une tête plongeante. À la 56e minute, c'est Édouard Cissé qui trompe le gardien du PSV sur une récupération au milieu de terrain et après un appui sur Morientes. La réduction du score sur un coup franc de Wilfred Bouma à la 65e minute n'y changera rien, l'ASM remporte son premier match à l'extérieur 2-1 et signe ainsi la première victoire française sur le terrain d'Eindhoven. Dans le même temps, La Corogne fait match nul à Athènes un but partout.
Quinze jours plus tard, Monaco reçoit l'AEK. Dès la 23e, le capitaine Ludovic Giuly ouvre le score d'une demi-volée sur un centre de Patrice Évra. Cinq minutes plus tard Morientes, double la mise sur un corner de Rothen dans un premier temps propulsé sur la transversale par Sébastien Squillaci. À la 56e minute Morientes réitère sur corner. Et c'est Dado Prso qui enfonce le clou à la 86e. Le score est sans appel ; 4-0. Dans l'autre match le Deportivo s'est défait du PSV ; 2-0.  
En déplacement à La Corogne, dans un match fermé, l'ASM se fait surprendre à la 83e par Tristan, défaite 1-0. Dans le même temps, Eindhoven gagnait 1-0 sur la pelouse de l'AEK Athènes. 
Les matchs retours débutent, et Monaco a d'ores et déjà l'occasion de prendre sa revanche sur La Corogne. Le club espagnol, pourtant meilleure défense de Liga, parmi les favoris à la victoire finale, va vivre la pire humiliation de son histoire. Au bout de deux minutes Rothen ouvre le score d'un tir lobé. À la 11e minutes, Giuly dribble le gardien sur un lancement de Lucas Bernardi et double la mise. Sur deux coups de pied arrêtés de Rothen, Prso marque à la 26e et à la 30e. À la 39e Tristan réduit l'écart. Prso lui répond à la 47. Plasil marque une minute plus tard, et Scaloni lui répond pour la Corogne. À la 49e, Prso inscrit son quatrième but de la soirée pour Monaco. Cissé conclut la marque à la 67e pour l'ASM. Au cours d'un match complètement fou, Monaco l'emporte 8-3, pendant que le PSV s'impose 2-0 face à Athènes. 
Monaco qui reçoit ensuite le PSV, ouvre le score par Morientes à la suite d'un corner à la 34e. Le PSV égalise à la 84e par Vennegoor. Dans l'autre match le Deportivo gagne trois zéro face à Athènes qui n'a toujours pas gagné un match.
Grâce à son énorme différence de but, Monaco est quasiment qualifié en arrivant sur le terrain de l'AEK. Dans ce match, aucune des deux équipes ne parviendra à marquer. Le PSV bat la Corogne 3-2, mais ne parvient pas à se qualifier.
L'ASM termine alors premier de son groupe devant le Deportivo la Corogne et se qualifie pour les huitième de finale, tout comme Lyon. Marseille, troisième club français en lice, est reversé en Coupe de l'UEFA.

#### De Moscou à Chelsea, des huitièmes aux demies
L'AS Monaco tombe contre le club russe du Lokomotiv Moscou en huitième de finale. Le tirage au sort parait clément à première vue. Monaco se rend à Moscou en plein mois de février dans des conditions difficiles. Cueilli à froid, Monaco se fait surprendre, Izmailov ouvre le score à la 32e et Maminov double la mise à la 59e. L'ASM doit se contenter de réduire l'écart par Morientes à la 69e. Monaco s'incline avec les honneurs, mais a manqué d'encaisser un troisième but en fin de match, ce qui aurait compliqué les choses.
Au début du match retour, Monaco est éliminé de la Ligue des champions. Prso rate un penalty, détourné par le gardien russe. À l'heure de jeu, le score est toujours de 0-0, quand soudain après un cafouillage dans la surface avec Adebayor, Prso marque du gauche et délivre son équipe. Le score ne bougera plus et Monaco sera qualifié pour les quarts de finale.
Le tirage au sort désigne les galactiques du Real Madrid, à l'époque de Zidane, Beckham ou encore Roberto Carlos comme futurs adversaires des rouges et blancs.
Le match aller se déroule au Stade Santiago Bernabéu à Madrid. Dès les première minutes, le Real prend le jeu à son compte. Après de nombreuses occasions, et après avoir heurté le montant, le score est toujours de 0-0 alors que la mi-temps approche. C'est alors que Sébastien Squillaci sur un cafouillage dans la surface ouvre le score d'un tacle glissé à la 43e. Monaco mène un zéro à la pause, contre le cours du jeu. La deuxième période débute à peine que Helguera égalise sur un corner tiré par Beckham. À la 70e, Zidane reprend une frappe de Figo stoppée par Roma. Deux-un pour le Real. Le but est accordé alors que Zidane était pourtant hors-jeu. Sept minutes plus tard, l'arbitre accorde un penalty au Real à la suite d'un tacle de Squillaci. Le tir de Figo est repoussé par Roma, mais le portugais parvient à reprendre de la tête et à inscrire un troisième but pour le club espagnol. Ronaldo conclut pour le Real pour la quatrième fois à la 81e, sur un service de Zidane. Morientes, prêté à Monaco par le Real, parvient à réduire l'écart deux minutes plus tard d'une tête hors de portée de Casillas. Monaco s'incline 4-2 à Madrid.
Le match retour commence sur des bases plus solides pour l'ASM qui est plutôt dominatrice. Pourtant c'est bien le Real qui ouvre le score par Raúl à la 36e. L'ASM réagit aussitôt. Giuly trompe Casillas d'une volée à l'entrée de la surface 45e. Dès la reprise, les Monégasques reprennent de plus belle. Morientes trompe ses anciens coéquipiers d'une tête piquée pleine lucarne. À la 66e, Ibarra se présente face à Roberto Carlos. Il frappe au but à l'entrée de la surface. Casillas plonge, mais Giuly surgit et détourne la frappe par une talonnade. Le gardien espagnol est battu, l'AS Monaco est qualifié. Dans le même temps, l'OL est évincé par Porto, faisant de Monaco est le dernier représentant français en Ligue des champions.
Le tirage au sort réserve un autre grand club, les Blues de Chelsea. L'autre match opposera Porto à La Corogne.
Le match aller a lieu à Monaco dans un Stade Louis-II comble. Prso ouvre le score de la tête dès la 17e minute. Les Anglais réagissent par le biais de l'Argentin Crespo, qui égalise cinq minutes plus tard. À la mi-temps les deux équipes sont toujours à égalité. À la 51e minute, Makelele fait expulser Zikos. Cependant, les Monégasques ne lâchent rien et à la 77e sur une passe de Giuly, Morientes fusille le gardien de Chelsea du pied droit. L'ASM reprend l'avantage et alourdit la marque grâce à Nonda, qui marque sur son premier ballon, à la 81e, portant le score final à 3-1.
Lors du match retour, le Chelsea de Claudio Ranieri, heureux de la qualité technique de ses joueurs comme Cole, Bridge ou Lampard, font céder à deux reprises les asémistes, tout d'abord sur un splendide centre-tir du gauche de Gronkjaer dans la lucarne à (22e), puis sur une frappe de Lampard de près, bien servi par Gudjohnsen (44e). Les Blues sont alors dans une position très favorable. Soutenue par la solidité de Roma, Monaco réagit avec Ibarra (45e) juste avant la pause. L'ASM se met à nouveau dans une bonne position. Morientes envoyait ensuite l'ASM en finale avec une nouvelle réalisation. L'ASM se qualifie et disputera sa finale contre le FC Porto, bourreau des clubs français cette saison, Marseille en première phase (3-2, 2-1) et Lyon en quart de finale (2-0, 2-2). 

#### La finale face au FC Porto
La finale se déroule le 26 mai 2004, en Allemagne, à l'Arena AufSchalke de Gelsenkirchen. Les Monégasques affrontent pour la première fois les Portugais du FC Porto et disputent leur deuxième finale européenne après 1992 et la défaite face au Werder Brême. C'est la première fois cependant que le club de la principauté atteint ce stade de la compétition en Ligue des champions.
Didier Deschamps choisit d'aligner Flavio Roma au poste de gardien de but ; Hugo Ibarra, Julien Rodriguez, Gaël Givet et Patrice Evra en défense ; Edouard Cissé, Lucas Bernardi et Andréas Zikos ; et en attaque Ludovic Giuly, Fernando Morientes et Jérôme Rothen. Dès le début de jeu, l'équipe est refroidie par la blessure de Ludovic Giuly après seulement 20 minutes de jeu. La suite du match est décevante pour les asémistes. Les hommes de Didier Deschamps sont incapables de développer leur football. Dès la 39e minute, les portugais prennent l'avantage sur un but de Carlos Alberto. Les joueurs de Mourinho prennent le fil du match et cela durera jusqu'à la fin. Ils alourdissent le score par deux fois en 5 minutes avec des buts de Deco à la 71e et de Dmitri Alenichev à la 75e. Le FC Porto s'impose sur le score important de 3-0 et soulève sa deuxième Ligue des champions, privant l'AS Monaco d'un premier sacre européen. 

### Retour à l'anonymat (2004-2014)
À la suite de la grande épopée de la saison 2003-2004 et la déception de la finale, l'AS Monaco entreprend un nouveau parcours en Ligue des champions en 2004-2005. Ils sortent premier de leur groupe, constitué des équipes de Liverpool, de l'Olympiakos et du Deportivo La Corogne. Ils échouent cependant en huitième de finale contre le PSV Eindhoven (1-0, 2-0). 
En 2006, le club échoue en tour préliminaire à se qualifier en Ligue des champions face au Betis Séville et est reversé en Coupe UEFA. Les Monégasques finiront premier de leur groupe mais perdront en seizième de finale face au FC Bâle (1-2 sur les deux matchs).
Par la suite, le club enchaîne les mauvaises saisons en championnat et, en 2011, est relégué en Ligue 2. Après deux saisons dans les méandres de la deuxième division, le club et son nouvel investisseur, Dmitri Rybolovlev, accède de nouveau à la Ligue 1 en 2013.

### Retour au premier plan (2014-)
Après une belle saison pour leur retour dans l'élite, les Monégasques terminent en dauphin du Paris Saint-Germain et se qualifient ainsi directement pour la phase de groupe de la Ligue des champions 2014-2015. Ils finissent premier d'un groupe homogène composé du Benfica Lisbonne, du Bayer Leverkusen et du Zénith Saint-Pétersbourg. En huitième de finale, le tirage au sort les place contre Arsenal. Le club s'impose à l'aller à l'Emirates Stadium 3 à 1 avec des buts de Kondogbia, Berbatov et Ferreira Carrasco côté monégasque et Oxlade-Chamberlain côté Gunners. Au retour à Louis II, Monaco est défait 2-0 mais parvient à se qualifier grâce à la différence de but marqués à l'extérieur. Le club affronte la Juventus de Turin en quart de finale et s'incline sur l'ensemble des deux matchs 1 à 0, ayant encaissé un but à l'aller en Italie, perpétuant la domination italienne sur Monaco. 
Fort d'une troisième place en championnat, le club est qualifié pour le troisième tour de qualification de la Ligue des champions 2015-2016 mais ne parvient pas à se qualifier pour la phase finale échouant en barrage contre Valence. Le club dispute alors la phase de poule de la Ligue Europa 2015-2016 dans le groupe J, constitué des Belges du RSC Anderlecht, des Anglais de Tottenham et des Azerbaïdjanais de Qarabağ. Les Monégasques finissent troisième de leur poule et sont éliminés.
Qualifié à nouveau pour le troisième tour de qualification de la Ligue des champions 2016-2017, le club atteint la phase de poule en éliminant successivement Fenerbahçe puis Villarreal. En phase de poule, les asémistes affrontent le Bayer Leverkusen, Tottenham et le CSKA Moscou. L'AS Monaco finit première de son groupe et se qualifie ainsi pour les huitièmes de finale contre Manchester City. 
À l'aller, les Monégasques sont défaits 5 à 3 à l'issue d'un match fou à l'Etihad Stadium. L'ASM encaisse un but de Raheem Sterling dès la 26e, mais revient au score grâce à Falcao à la 32e puis double la mise grâce à son jeune espoir Kylian Mbappé à la 40e. Au retour des vestiaires, Falcao rate un penalty, laissant passer la chance pour son équipe de prendre deux buts d'avance. Sergio Agüero égalise à la 52e avant que Falcao permette à l'ASM de reprendre l'avantage en signant un doublé à la 61e sur une belle action individuelle. Cependant, dans les 20 dernières minutes du match, le club asémiste va souffrir et prendre trois buts par Agüero à nouveau (71e), Stones (77e) et Leroy Sané (82e). Au bout de 90 minutes de folie, le club s'impose et à la lourde tâche de remonter de deux buts le club anglais mais fort de ses trois buts marqués à l'extérieur. 
Lors du retour à Monaco, le club rouge et blanc entreprend de rattraper son retard dès la 8e grâce à Mbappé, puis alourdit le score à la 29e par Fabinho, se qualifiant virtuellement. Au retour des vestiaires, le club mancunien revient avec de meilleures intentions et parvient à réduire le score grâce à Sané à la 71e. Par un sursaut d'orgueil, le club de la principauté parvient à signer sa qualification par un but de la tête de Tiémoué Bakayoko à la suite d'un coup franc à la 77e. 
En quart de finale, l'AS Monaco affronte le Borussia Dortmund. Le match aller se déroule sous haute tension, car le bus du Borussia Dortmund est victime d'un attentat le 11 avril 2017, obligeant les autorités de l'UEFA à reporter le match au lendemain. 
Après les événements choquants de la veille et la blessure du joueur du Borussia Marc Bartra, l'AS Monaco parvient à imposer son rythme durant toute la première période, portant la marque à 2-0 à la mi-temps grâce à Mbappé (19e) et Bender contre son camp (35e). Au retour du vestiaire, le Borussia renverse la tendance du match et revient au score grâce à Dembélé (57e). Cependant, l'ASM parvient à alourdir la marque une troisième fois à nouveau grâce à Mbappé (79e), mais Kagawa réduit à nouveau le score (84e) qui sera définitif à 2-3 en faveur des asémistes. 
Au retour, les Monégasques, parviennent à s'imposer à nouveau sur le score de 3 à 1, passant le score total à 6 à 3 en leur faveur. Ils mèneront au score tôt dans le match grâce à des buts de Mbappé (3e) et Falcao (17e). Au retour des vestiaires, Reus réduit l'écart (48e), sans effet puisque Germain vient clouer le suspens (82e) et envoyer l'AS Monaco en demi-finale de la Ligue des champions pour la quatrième fois de leur histoire. 
Face à la Juventus de Turin, pour la troisième confrontation en Europe entre les deux clubs, les monégasques s'inclinent 2-0 sur un doublé de l'Argentin Higuaín au Stade Louis-II lors du match aller. Lors du match retour, les Italiens s'imposent sans surprise 2 à 1, Mbappé mettant cependant fin à plus de 600 minutes d'invincibilité en Ligue des champions pour l'équipe italienne. 
Champion de France 2017, le club est qualifié directement pour les phases de poule de l'édition 2017-2018 de la Ligue des champions. Le tirage au sort est plutôt favorable à Monaco qui bénéficiait d'un statut de tête de série (en tant que champion de son pays) ; l'équipe se retrouve dans une poule composée de Porto, de Besiktas et de Leipzig. Malgré l'homogénéité de ce groupe, l'AS Monaco terminera dernière de ce groupe sans gagner le moindre match et en perdant même tous ses matchs à domicile, mettant ainsi fin à sa campagne européenne 2017-2018.  

## Saison par saison

### Coupe des clubs champions européens 1961-1962
Tour préliminaire
| Équipe 1  | Score | Équipe 2        | Aller | Retour |
| AS Monaco | 4 - 6 | Glasgow Rangers | 2 - 3 | 2 - 3  |

### Coupe des clubs champions européens 1963-1964
Premier tour
| Équipe 1  | Score | Équipe 2    | Aller | Retour |
| AS Monaco | 8 - 3 | AEK Athènes | 7 - 2 | 1 - 1  |

```
*
 - match aller à 
Nice
```

Huitième de finale
| Équipe 1    | Score | Équipe 2  | Aller | Retour |   |
| Inter Milan | 4 - 1 | AS Monaco | 1 - 0 | 3 - 1  | * |

```
*
 - match retour à 
Marseille
```

### Coupe d'Europe des vainqueurs de coupe de football 1974-1975
Premier tour
| Équipe 1            | Score | Équipe 2  | Aller | Retour |
| Eintracht Francfort | 5 - 2 | AS Monaco | 3 - 0 | 2 - 2  |

### Coupe des clubs champions européens 1978-1979
Tour préliminaire
| Équipe 1  | Score | Équipe 2        | Aller | Retour |
| AS Monaco | 3 - 2 | Steaua Bucarest | 3 - 0 | 0 - 2  |

Premier tour
| Équipe 1 | Score | Équipe 2  | Aller | Retour |
| Malmö FF | 1 - 0 | AS Monaco | 0 - 0 | 1 - 0  |

### Coupe UEFA 1979-1980
Premier tour
| Équipe 1          | Score | Équipe 2  | Aller | Retour |
| Chakhtior Donetsk | 2 - 3 | AS Monaco | 2 - 1 | 0 - 2  |

Deuxième tour
| Équipe 1        | Score | Équipe 2  | Aller | Retour |
| Lokomotiv Sofia | 5 - 4 | AS Monaco | 4 - 2 | 1 - 2  |

### Coupe d'Europe des vainqueurs de coupe de football 1980-1981
Premier tour
| Équipe 1   | Score | Équipe 2  | Aller | Retour |
| Valence CF | 5 - 3 | AS Monaco | 2 - 0 | 3 - 3  |

### Coupe UEFA 1981-1982
Premier tour
| Équipe 1  | Score | Équipe 2      | Aller | Retour |
| AS Monaco | 4 - 6 | Dundee United | 2 - 5 | 2 - 1  |

### Coupe des clubs champions européens 1982-1983
Premier tour
| Équipe 1  | Score | Équipe 2      | Aller | Retour |   |
| AS Monaco | 0 - 2 | FK CSKA Sofia | 0 - 0 | 0 - 2  | * |

```
*
 - match aller à 
Nice
, match retour après prolongation
```

### Coupe UEFA 1984-1985
Premier tour
| Équipe 1  | Score | Équipe 2      | Aller | Retour |
| AS Monaco | 3 - 4 | FK CSKA Sofia | 2 - 2 | 1 - 2  |

### Coupe d'Europe des vainqueurs de coupe de football 1985-1986
Premier tour
| Équipe 1  | Score | Équipe 2              | Aller | Retour |
| AS Monaco | 2 - 3 | Universitatea Craiova | 2 - 0 | 0 - 3  |

### Coupe des clubs champions européens 1988-1989
Seizième de finale
| Équipe 1        | Score | Équipe 2  | Aller | Retour |
| Valur Reykjavík | 1 - 2 | AS Monaco | 1 - 0 | 0 - 2  |

Huitième de finale
| Équipe 1  | Score | Équipe 2  | Aller | Retour |
| FC Bruges | 2 - 6 | AS Monaco | 1 - 0 | 1 - 6  |

Quart de finale
| Équipe 1  | Score | Équipe 2    | Aller | Retour |   |
| AS Monaco | 1 - 2 | Galatasaray | 0 - 1 | 1 - 1  | * |

```
*
 - match retour à 
Cologne
```

### Coupe d'Europe des vainqueurs de coupe de football 1989-1990
Seizième de finale
| Équipe 1      | Score | Équipe 2  | Aller | Retour |
| CF Belenenses | 1 - 4 | AS Monaco | 1 - 1 | 0 - 3  |

Huitième de finale
| Équipe 1  | Score | Équipe 2          | Aller | Retour |   |
| AS Monaco | 1 - 1 | BFC Dynamo Berlin | 0 - 0 | 1 - 1  | * |

* Monaco se qualifie grâce au but marqué à l'extérieur.
Quart de finale
| Équipe 1        | Score | Équipe 2  | Aller | Retour |   |
| Real Valladolid | 0 - 0 | AS Monaco | 0 - 0 | 0 - 0  | * |

* Prolongation puis tirs au but au match retour.
Demi-finale
| Équipe 1  | Score | Équipe 2  | Aller | Retour |
| AS Monaco | 2 - 4 | Sampdoria | 2 - 2 | 0 - 2  |

### Coupe UEFA 1990-1991
Trente-deuxième de finale
| Équipe 1 | Score | Équipe 2  | Aller | Retour |
| Roda JC  | 2 - 6 | AS Monaco | 1 - 3 | 1 - 3  |

Seizième de finale
| Équipe 1             | Score | Équipe 2  | Aller | Retour |
| Tchernomorets Odessa | 0 - 1 | AS Monaco | 0 - 0 | 0 - 1  |

Huitième de finale
| Équipe 1       | Score | Équipe 2  | Aller | Retour |
| Torpedo Moscou | 4 - 2 | AS Monaco | 2 - 1 | 2 - 1  |

### Coupe d'Europe des vainqueurs de coupe de football 1991-1992
Seizième de finale
| Équipe 1     | Score  | Équipe 2  | Aller | Retour |
| Swansea City | 1 - 10 | AS Monaco | 1 - 2 | 0 - 8  |

Huitième de finale
| Équipe 1       | Score | Équipe 2  | Aller | Retour |
| IFK Norrköping | 1 - 3 | AS Monaco | 1 - 2 | 0 - 1  |

Quart de finale
| Équipe 1 | Score | Équipe 2  | Aller | Retour |
| AS Rome  | 0 - 1 | AS Monaco | 0 - 0 | 0 - 1  |

Demi-finale
| Équipe 1  | Score | Équipe 2            | Aller | Retour |   |
| AS Monaco | 3 - 3 | Feyenoord Rotterdam | 1 - 1 | 2 - 2  | * |

```
*
 Monaco se qualifie grâce au but marqué à l'extérieur.
```

Finale
| Équipes      | Werder Brême - AS Monaco |
| Score        | 2 - 0 |
| Date         | 6 mai 1992 |
| Stade        | Estádio da Luz, Lisbonne 15 500 spectateurs |
| Arbitre      | M. D'Elia |
| Buts         | 41' Klaus Allofs 1 - 0, 54' Wynton Rufer 2 - 0 |
| Werder Brême | Jürgen Rollmann - Manfred Bockenfeld, Uli Borowka, Rune Bratseth, Thomas Wolter (34' Thomas Schaaf) - Dieter Eilts, Mirko Votava, Marco Bode, Frank Neubarth (75' Stefan Kohn), Wynton Rufer, Klaus Allofs Entraîneur : Otto Rehhagel. |
| AS Monaco    | Jean-Luc Ettori - Patrick Valéry (62' Youri Djorkaeff), Emmanuel Petit, Roger Mendy, Luc Sonor - Jérôme Gnako, Rui Barros, Marcel Dib, Gérald Passi - Youssouf Fofana (59' Benjamin Clément), George Weah Entraîneur : Arsène Wenger.  |

### Coupe d'Europe des vainqueurs de coupe de football 1992-1993
Seizième de finale
| Équipe 1      | Score | Équipe 2  | Aller | Retour |
| Miedź Legnica | 0 - 1 | AS Monaco | 0 - 1 | 0 - 0  |

Huitième de finale
| Équipe 1  | Score | Équipe 2            | Aller | Retour |
| AS Monaco | 0 - 1 | Olympiakos Le Pirée | 0 - 1 | 0 - 0  |

### Ligue des champions 1993-1994
Seizième de finale
| Équipe 1  | Score | Équipe 2    | Aller | Retour |
| AS Monaco | 2 - 1 | AEK Athènes | 1 - 0 | 1 - 1  |

Huitième de finale
| Équipe 1  | Score | Équipe 2        | Aller | Retour |
| AS Monaco | 4 - 2 | Steaua Bucarest | 4 - 1 | 0 - 1  |

Phase de groupe : Groupe A
| Équipe 1       | Équipe 2       | Résultat |
| AS Monaco      | Spartak Moscou | 4 - 1    |
| FC Barcelone   | AS Monaco      | 2 - 0    |
| AS Monaco      | Galatasaray    | 3 - 0    |
| Galatasaray    | AS Monaco      | 0 - 2    |
| Spartak Moscou | AS Monaco      | 0 - 0    |
| AS Monaco      | FC Barcelone   | 0 - 1    |

| Place | Club           | Pts | J | V | N | D | Buts + | Buts - | Diff. |
| 1er   | FC Barcelone   | 10  | 6 | 4 | 2 | 0 | 13     | 3      | +10   |
| 2e    | AS Monaco      | 7   | 6 | 3 | 1 | 2 | 9      | 4      | +5    |
| 3e    | Spartak Moscou | 5   | 6 | 1 | 3 | 2 | 6      | 12     | -6    |
| 4e    | Galatasaray    | 2   | 6 | 0 | 2 | 4 | 1      | 10     | -9    |

Demi-finale
| Équipe 1 | Score | Équipe 2  |
| Milan AC | 3 - 0 | AS Monaco |

Les demi-finales, opposant le vainqueur de chaque groupe au deuxième de l'autre groupe, se jouent en un seul match, sur le terrain du vainqueur du groupe.

### Coupe UEFA 1995-1996
Trente-deuxième de finale
| Équipe 1  | Score | Équipe 2     | Aller | Retour |
| AS Monaco | 1 - 3 | Leeds United | 0 - 3 | 1 - 0  |

### Coupe UEFA 1996-1997
Trente-deuxième de finale
| Équipe 1           | Score | Équipe 2  | Aller | Retour |
| KS Hutnik Cracovie | 1 - 4 | AS Monaco | 0 - 1 | 1 - 3  |

Seizième de finale
| Équipe 1                 | Score | Équipe 2  | Aller | Retour |
| Borussia Mönchengladbach | 3 - 4 | AS Monaco | 2 - 4 | 1 - 0  |

Huitième de finale
| Équipe 1  | Score | Équipe 2    | Aller | Retour |
| AS Monaco | 5 - 0 | Hambourg SV | 3 - 0 | 2 - 0  |

Quart de finale
| Équipe 1         | Score | Équipe 2  | Aller | Retour |
| Newcastle United | 0 - 4 | AS Monaco | 0 - 1 | 0 - 3  |

Demi-finale
| Équipe 1    | Score | Équipe 2  | Aller | Retour |
| Inter Milan | 3 - 2 | AS Monaco | 3 - 1 | 0 - 1  |

### Ligue des champions 1997-1998
Phase de groupe : Groupe F
| Date              | Équipe 1          | Équipe 2          | Résultat |
| 17 septembre 1997 | Sporting Portugal | AS Monaco         | 3 - 0    |
| 1er octobre 1997  | AS Monaco         | Bayer Leverkusen  | 4 - 0    |
| 22 octobre 1997   | AS Monaco         | Lierse SK         | 5 - 1    |
| 5 novembre 1997   | Lierse SK         | AS Monaco         | 0 - 1    |
| 26 novembre 1997  | AS Monaco         | Sporting Portugal | 3 - 2    |
| 10 décembre 1997  | Bayer Leverkusen  | AS Monaco         | 2 - 2    |

| Place | Club              | Pts | J | V | N | D | Buts + | Buts - | Diff. |
| 1er   | AS Monaco         | 13  | 6 | 4 | 1 | 1 | 15     | 8      | +7    |
| 2e    | Bayer Leverkusen  | 13  | 6 | 4 | 1 | 1 | 11     | 7      | +4    |
| 3e    | Sporting Portugal | 7   | 6 | 2 | 1 | 3 | 9      | 11     | -2    |
| 4e    | Lierse SK         | 1   | 6 | 0 | 1 | 5 | 3      | 12     | -9    |

Quart de finale
| Équipe 1  | Score | Équipe 2          | Aller | Retour |   |
| AS Monaco | 1 - 1 | Manchester United | 0 - 0 | 1 - 1  | * |

```
*
 - Monaco se qualifie grâce au but marqué à l'extérieur.
```

Demi-finale
| Équipe 1 | Score | Équipe 2  | Aller 1er avril 1998 | Retour 15 avril 1998 |
| Juventus | 6 - 4 | AS Monaco | 4 - 1                | 2 - 3                |

### Coupe UEFA 1998-1999
Trente-deuxième de finale
| Équipe 1 | Score | Équipe 2  | Aller | Retour |
| ŁKS Łódź | 1 - 3 | AS Monaco | 1 - 3 | 0 - 0  |

Seizième de finale
| Équipe 1  | Score | Équipe 2  | Aller | Retour |
| Grazer AK | 3 - 7 | AS Monaco | 3 - 3 | 0 - 4  |

Huitième de finale
| Équipe 1  | Score | Équipe 2               | Aller | Retour |
| AS Monaco | 2 - 3 | Olympique de Marseille | 2 - 2 | 0 - 1  |

### Coupe UEFA 1999-2000
Premier tour
| Équipe 1  | Score | Équipe 2     | Aller | Retour |
| AS Monaco | 6 - 3 | St Johnstone | 3 - 0 | 3 - 3  |

Deuxième tour
| Équipe 1    | Score | Équipe 2  | Aller | Retour |
| Widzew Łódź | 1 - 4 | AS Monaco | 0 - 1 | 1 - 3  |

Seizième de finale
| Équipe 1    | Score | Équipe 2  | Aller | Retour |
| AEK Athènes | 2 - 3 | AS Monaco | 2 - 2 | 0 - 1  |

Huitième de finale
| Équipe 1     | Score | Équipe 2  | Aller | Retour |
| RCD Majorque | 4 - 2 | AS Monaco | 4 - 1 | 0 - 1  |

### Ligue des champions 2000-2001
Phase de groupe : Groupe D
| Date              | Équipe 1        | Équipe 2        | Résultat |
| 12 septembre 2000 | Galatasaray     | AS Monaco       | 3 - 2    |
| 20 septembre 2000 | AS Monaco       | Glasgow Rangers | 0 - 1    |
| 27 septembre 2000 | AS Monaco       | SK Sturm Graz   | 5 - 0    |
| 17 octobre 2000   | SK Sturm Graz   | AS Monaco       | 2 - 0    |
| 25 octobre 2000   | AS Monaco       | Galatasaray     | 4 - 2    |
| 7 novembre 2000   | Glasgow Rangers | AS Monaco       | 2 - 2    |

| Place | Club            | Pts | J | V | N | D | Buts + | Buts - | Diff. |
| 1er   | SK Sturm Graz   | 10  | 6 | 3 | 1 | 2 | 9      | 12     | -3    |
| 2e    | Galatasaray     | 8   | 6 | 2 | 2 | 2 | 10     | 13     | -3    |
| 3e    | Glasgow Rangers | 8   | 6 | 2 | 2 | 2 | 10     | 7      | +3    |
| 4e    | AS Monaco       | 7   | 6 | 2 | 1 | 3 | 13     | 10     | +3    |

NB : Galatasaray termine devant le Glasgow Rangers grâce aux confrontations directes

### Ligue des champions 2003-2004
Phase de groupe : Groupe C
| Date              | Équipe 1             | Équipe 2             | Résultat |
| 17 septembre 2003 | PSV Eindhoven        | AS Monaco            | 1 - 2    |
| 30 septembre 2003 | AS Monaco            | AEK Athènes          | 4 - 0    |
| 21 octobre 2003   | Deportivo La Corogne | AS Monaco            | 1 - 0    |
| 5 novembre 2003   | AS Monaco            | Deportivo La Corogne | 8 - 3    |
| 25 novembre 2003  | AS Monaco            | PSV Eindhoven        | 1 - 1    |
| 10 décembre 2003  | AEK Athènes          | AS Monaco            | 0 - 0    |

| Place | Club                 | Pts | J | V | N | D | Buts + | Buts - | Diff. |
| 1er   | AS Monaco            | 11  | 6 | 3 | 2 | 1 | 15     | 6      | +9    |
| 2e    | Deportivo La Corogne | 10  | 6 | 3 | 1 | 2 | 12     | 12     | 0     |
| 3e    | PSV Eindhoven        | 10  | 6 | 3 | 1 | 2 | 8      | 7      | +1    |
| 4e    | AEK Athènes          | 2   | 6 | 0 | 2 | 4 | 1      | 11     | -10   |

NB : Le Deportivo La Corogne termine devant le PSV Eindhoven grâce aux confrontations directes
Huitième de finale
| Équipe 1      | Score | Équipe 2  | Aller 24 février 2004 | Retour 10 mars 2004 |   |
| MFK Lokomotiv | 2 - 2 | AS Monaco | 2 - 1                 | 0 - 1               | * |

```
*
 - Monaco se qualifie grâce au but marqué à l'extérieur.
```

Quart de finale
| Équipe 1    | Score | Équipe 2  | Aller 24 mars 2004 | Retour 6 avril 2004 |   |
| Real Madrid | 5 - 5 | AS Monaco | 4 - 2              | 1 - 3               | * |

```
*
 - Monaco se qualifie grâce au nombre de buts marqués à l'extérieur.
```

Demi-finale
| Équipe 1  | Score | Équipe 2 | Aller 20 avril 2004 | Retour 5 mai 2004 |
| AS Monaco | 5 - 3 | Chelsea  | 3 - 1               | 2 - 2             |

#### Effectif
| N°                 | Nom                  | Naissance         | Nationalité sportive             | Poste               |
| Gardiens de but    |                      |                   |                                  |                     |
| 29                 | Tony Sylva           | 17 mai 1975       | Sénégal                          | Portier             |
| 30                 | Flavio Roma          | 21 juin 1974      | Italie                           | Portier             |
| Défenseurs         |                      |                   |                                  |                     |
| 3                  | Patrice Évra         | 15 mai 1981       | France                           | Arrière gauche      |
| 4                  | Hugo Ibarra          | 1er avril 1974    | Argentine                        | Arrière droit       |
| 19                 | Sébastien Squillaci  | 11 août 1980      | France                           | Arrière central     |
| 27                 | Julien Rodriguez     | 16 juin 1978      | France                           | Arrière central     |
| 32                 | Gaël Givet           | 9 octobre 1981    | France                           | Arrière central     |
| 35                 | Hassan El-Fakiri     | 18 avril 1976     | Norvège                          | Arrière latéral     |
| Milieux de terrain |                      |                   |                                  |                     |
| 6                  | Jaroslav Plašil      | 5 janvier 1982    | République tchèque               | Milieu relayeur     |
| 7                  | Lucas Bernardi       | 27 septembre 1977 | Argentine Italie                 | Milieu récupérateur |
| 8                  | Ludovic Giuly (cap.) | 10 juillet 1976   | France                           | Milieu droit        |
| 14                 | Édouard Cissé        | 30 mars 1978      | France                           | Milieu relayeur     |
| 15                 | Andréas Zíkos        | 1er juin 1974     | Grèce                            | Milieu défensif     |
| 25                 | Jérôme Rothen        | 31 mars 1978      | France                           | Milieu gauche       |
| 37                 | Sébastien Carole     | 8 septembre 1982  | France                           | Milieu offensif     |
| Attaquants         |                      |                   |                                  |                     |
| 9                  | Dado Prso            | 5 novembre 1974   | Croatie                          | Avant-centre        |
| 10                 | Fernando Morientes   | 5 avril 1976      | Espagne                          | Avant-centre        |
| 18                 | Shabani Nonda        | 6 mars 1977       | République démocratique du Congo | Avant-centre        |
| 24                 | Emmanuel Adebayor    | 26 février 1984   | Togo                             | Avant-centre        |
| 26                 | Souleymane Camara    | 22 décembre 1982  | Sénégal                          | Avant-centre        |
| Entraîneurs        |                      |                   |                                  |                     |
| XX                 | Didier Deschamps     | 15 octobre 1968   | France                           | Entraîneur          |
| XX                 | Jean Petit           | 25 septembre 1949 | France                           | Entraîneur adjoint  |

#### Finale
| Équipes   | FC Porto - AS Monaco |
| Score     | 3 – 0 (1 – 0) |
| Date      | 26 mai 2004 |
| Stade     | Arena AufSchalke, Gelsenkirchen 52 000 spectateurs |
| Arbitre   | Kim Milton Nielsen |
| Buts      | 39e Carlos Alberto 1-0, 71e Deco 2-0, 75e Dmitri Alenichev 3-0 |
| FC Porto  | Vítor Baía ; Paulo Ferreira, Jorge Costa, Ricardo Carvalho, Nuno Valente ; Pedro Mendes, Francisco Costinha, Maniche ; Deco (85e Pedro Emanuel) ; Carlos Alberto (60e Dmitri Alenichev), Derlei (78e Benedict McCarthy) Entraîneur : José Mourinho                   |
| AS Monaco | Flavio Roma ; Hugo Ibarra, Julien Rodriguez, Gaël Givet (73e Sébastien Squillaci), Patrice Évra ; Édouard Cissé (64e Shabani Nonda), Lucas Bernardi, Andréas Zíkos ; Ludovic Giuly (23e Dado Prso), Jérôme Rothen ; Fernando Morientes Entraîneur : Didier Deschamps |

### Ligue des champions 2004-2005
Troisième tour préliminaire
| Équipe 1  | Score | Équipe 2  | Aller 11 août 2004 | Retour 24 août 2004 |
| ND Gorica | 0 - 9 | AS Monaco | 0 - 3              | 0 - 6               |

Phase de groupe : Groupe A
| Date              | Équipe 1             | Équipe 2             | Résultat |
| 15 septembre 2004 | Liverpool            | AS Monaco            | 2 - 0    |
| 28 septembre 2004 | AS Monaco            | Deportivo La Corogne | 2 - 0    |
| 19 octobre 2004   | AS Monaco            | Olympiakos           | 2 - 1    |
| 3 novembre 2004   | Olympiakos           | AS Monaco            | 1 - 0    |
| 23 novembre 2004  | AS Monaco            | Liverpool            | 1 - 0    |
| 8 décembre 2004   | Deportivo La Corogne | AS Monaco            | 0 - 5    |

| Place | Club                 | Pts | J | V | N | D | Buts + | Buts - | Diff. |
| 1er   | AS Monaco            | 12  | 6 | 4 | 0 | 2 | 10     | 4      | +6    |
| 2e    | Liverpool            | 10  | 6 | 3 | 1 | 2 | 6      | 3      | +3    |
| 3e    | Olympiakos           | 10  | 6 | 3 | 1 | 2 | 5      | 5      | 0     |
| 4e    | Deportivo La Corogne | 2   | 6 | 0 | 2 | 4 | 0      | 9      | -9    |

NB : Liverpool termine devant Olympiakos grâce à sa meilleure différence de buts dans les confrontations directes
Huitième de finale
| Équipe 1      | Score | Équipe 2  | Aller 22 février 2005 | Retour 9 mars 2005 |
| PSV Eindhoven | 3 - 0 | AS Monaco | 1 - 0                 | 2 - 0              |

### 2005-2006

#### Ligue des champions 2005-2006
Troisième tour préliminaire 
| Équipe 1      | Score | Équipe 2  | Aller 9 août 2005 | Retour 24 août 2005 |
| Betis Séville | 3 - 2 | AS Monaco | 1 - 0             | 2 - 2               |

#### Coupe UEFA 2005-2006
Premier tour
| Équipe 1  | Score | Équipe 2          | Aller 15 septembre 2005 | Retour 29 septembre 2005 |
| AS Monaco | 5 - 1 | Willem II Tilburg | 2 - 0                   | 3 - 1                    |

Phase de groupe : Groupe A
| Date             | Équipe 1         | Équipe 2      | Résultat | Lieu             |
| 20 octobre 2005  | Viking Stavanger | AS Monaco     | 1 - 0    | Viking Stadion   |
| 24 novembre 2005 | AS Monaco        | Hambourg SV   | 2 - 0    | Stade Louis-II   |
| 30 novembre 2005 | Slavia Prague    | AS Monaco     | 0 - 2    | Evzena Rošického |
| 15 décembre 2005 | AS Monaco        | FK CSKA Sofia | 2 - 1    | Stade Louis-II   |

| Place | Club             | Pts | J | V | N | D | Buts + | Buts - | Diff. |
| 1er   | AS Monaco        | 9   | 4 | 3 | 0 | 1 | 6      | 2      | +4    |
| 2e    | Hambourg SV      | 9   | 4 | 3 | 0 | 1 | 5      | 2      | +3    |
| 3e    | Slavia Prague    | 4   | 4 | 1 | 1 | 2 | 6      | 8      | -2    |
| 4e    | Viking Stavanger | 4   | 4 | 1 | 1 | 2 | 3      | 6      | -3    |
| 5e    | FK CSKA Sofia    | 3   | 4 | 1 | 0 | 3 | 5      | 7      | -2    |

Seizième de finale
| Équipe 1 | Score | Équipe 2  | Aller 15 février 2006 | Retour 23 février 2006 |
| FC Bâle  | 2 - 1 | AS Monaco | 1 - 0                 | 1 - 1                  |

### Ligue des champions 2014-2015
Phase de groupe : Groupe C
| Date              | Équipe 1                 | Équipe 2                 | Résultat |
| 16 septembre 2014 | AS Monaco                | Bayer Leverkusen         | 1 - 0    |
| 1er octobre 2014  | Zénith Saint-Pétersbourg | AS Monaco                | 0 - 0    |
| 22 octobre 2014   | AS Monaco                | Benfica Lisbonne         | 0 - 0    |
| 4 novembre 2014   | Benfica Lisbonne         | AS Monaco                | 1 - 0    |
| 26 novembre 2014  | Bayer Leverkusen         | AS Monaco                | 0 - 1    |
| 9 décembre 2014   | AS Monaco                | Zénith Saint-Pétersbourg | 2 - 0    |

| Place | Club                     | Pts | J | V | N | D | Buts + | Buts - | Diff. |
| 1er   | AS Monaco                | 11  | 6 | 3 | 2 | 1 | 4      | 1      | +3    |
| 2e    | Bayer Leverkusen         | 10  | 6 | 3 | 1 | 2 | 7      | 4      | +3    |
| 3e    | Zénith Saint-Pétersbourg | 7   | 6 | 2 | 1 | 3 | 4      | 6      | -2    |
| 4e    | Benfica Lisbonne         | 5   | 6 | 1 | 2 | 3 | 2      | 6      | -4    |

Huitième de finale
| Équipe 1   | Score | Équipe 2  | Aller 25 février 2015 | Retour 17 mars 2015 |
| Arsenal FC | 3 - 3 | AS Monaco | 1 - 3                 | 2 - 0               |

```
*
 - Monaco se qualifie grâce aux buts marqués à l'extérieur.
```

Quart de finale
| Équipe 1       | Score | Équipe 2  | Aller 14 avril 2015 | Retour 22 avril 2015 |
| Juventus Turin | 1 - 0 | AS Monaco | 1 - 0               | 0 - 0                |

### 2015-2016

#### Ligue des champions 2015-2016
Troisième tour de qualification
| Équipe 1       | Score | Équipe 2  | Aller 28 juillet 2015 | Retour 4 août 2015 |
| BSC Young Boys | 1 - 7 | AS Monaco | 1 - 3                 | 0 - 4              |

Barrages
| Équipe 1   | Score | Équipe 2  | Aller 19 août 2015 | Retour 25 août 2015 |
| Valence CF | 4 - 3 | AS Monaco | 3 - 1              | 1 - 2               |

#### Ligue Europa 2015-2016
Phase de groupe : Groupe J
| Date              | Équipe 1          | Équipe 2          | Résultat |
| 17 septembre 2015 | RSC Anderlecht    | AS Monaco         | 1 - 1    |
| 1er octobre 2015  | AS Monaco         | Tottenham Hotspur | 1 - 1    |
| 22 octobre 2015   | AS Monaco         | Qarabağ Ağdam     | 1 - 0    |
| 5 novembre 2015   | Qarabağ Ağdam     | AS Monaco         | 1 - 1    |
| 26 novembre 2015  | AS Monaco         | RSC Anderlecht    | 0 - 2    |
| 10 décembre 2015  | Tottenham Hotspur | AS Monaco         | 4 - 1    |

| Place | Club              | Pts | J | V | N | D | Buts + | Buts - | Diff. |
| 1er   | Tottenham Hotspur | 13  | 6 | 4 | 1 | 1 | 12     | 6      | +6    |
| 2e    | RSC Anderlecht    | 10  | 6 | 3 | 1 | 2 | 8      | 6      | +2    |
| 3e    | AS Monaco         | 6   | 6 | 1 | 3 | 2 | 5      | 9      | -4    |
| 4e    | Qarabağ Ağdam     | 4   | 6 | 1 | 1 | 4 | 4      | 8      | -2    |

### Ligue des champions 2016-2017
Troisième tour de qualification
| Équipe 1      | Score | Équipe 2  | Aller 27 juillet 2016 | Retour 3 août 2016 |
| Fenerbahçe SK | 3 - 4 | AS Monaco | 2 - 1                 | 1 - 3              |

Barrages
| Équipe 1      | Score | Équipe 2  | Aller 17 août 2016 | Retour 23 août 2016 |
| Villarreal CF | 1 - 3 | AS Monaco | 1 - 2              | 0 - 1               |

Phase de groupe : Groupe E
| Date              | Équipe 1          | Équipe 2          | Résultat |
| 14 septembre 2016 | Tottenham Hotspur | AS Monaco         | 1 - 2    |
| 27 septembre 2016 | AS Monaco         | Bayer Leverkusen  | 1 - 1    |
| 18 octobre 2016   | CSKA Moscou       | AS Monaco         | 1 - 1    |
| 2 novembre 2016   | AS Monaco         | CSKA Moscou       | 3 - 0    |
| 22 novembre 2016  | AS Monaco         | Tottenham Hotspur | 2 - 1    |
| 7 décembre 2016   | Bayer Leverkusen  | AS Monaco         | 3 - 0    |

| Place | Club              | Pts | J | V | N | D | Buts + | Buts - | Diff. |
| 1er   | AS Monaco         | 11  | 6 | 3 | 2 | 1 | 9      | 7      | +2    |
| 2e    | Bayer Leverkusen  | 10  | 6 | 2 | 4 | 0 | 8      | 4      | +4    |
| 3e    | Tottenham Hotspur | 7   | 6 | 2 | 1 | 3 | 6      | 6      | 0     |
| 4e    | CSKA Moscou       | 3   | 6 | 0 | 3 | 3 | 5      | 11     | -6    |

Huitième de finale
| Équipe 1        | Score | Équipe 2  | Aller 21 février 2017 | Retour 15 mars 2017 |
| Manchester City | 6 - 6 | AS Monaco | 5 - 3                 | 1 - 3               |

```
*
 - Monaco se qualifie grâce aux buts marqués à l'extérieur.
```

Quart de finale
| Équipe 1          | Score | Équipe 2  | Aller 12 avril 2017 | Retour 19 avril 2017 |
| Borussia Dortmund | 3 - 6 | AS Monaco | 2 - 3               | 1 - 3                |

Demi-finale
| Équipe 1  | Score | Équipe 2       | Aller 3 mai 2017 | Retour 9 mai 2017 |
| AS Monaco | 1 - 4 | Juventus Turin | 0 - 2            | 1 - 2             |

### Ligue des champions 2017-2018
Phase de groupe : Groupe G
| Date              | Équipe 1    | Équipe 2    | Résultat |
| 13 septembre 2017 | RB Leipzig  | AS Monaco   | 1 - 1    |
| 26 septembre 2017 | AS Monaco   | FC Porto    | 0 - 3    |
| 17 octobre 2017   | AS Monaco   | Beşiktaş JK | 1 - 2    |
| 1er novembre 2017 | Beşiktaş JK | AS Monaco   | 1 - 1    |
| 21 novembre 2017  | AS Monaco   | RB Leipzig  | 1 - 4    |
| 6 décembre 2017   | FC Porto    | AS Monaco   | 5 - 2    |

| Place | Club        | Pts | J | V | N | D | Buts + | Buts - | Diff. |
| 1er   | Beşiktaş JK | 14  | 6 | 4 | 2 | 0 | 11     | 5      | +6    |
| 2e    | FC Porto    | 10  | 6 | 3 | 1 | 2 | 15     | 10     | +5    |
| 3e    | RB Leipzig  | 7   | 6 | 2 | 1 | 3 | 10     | 11     | -1    |
| 4e    | AS Monaco   | 2   | 6 | 0 | 2 | 4 | 6      | 16     | -10   |

### Ligue des champions 2018-2019
Phase de groupe : Groupe A
| Date              | Équipe 1           | Équipe 2           | Résultat |
| 18 septembre 2018 | AS Monaco          | Atlético de Madrid | 1 - 2    |
| 3 octobre 2018    | Borussia Dortmund  | AS Monaco          | 3 - 0    |
| 24 octobre 2018   | Club Bruges        | AS Monaco          | 1 - 1    |
| 6 novembre 2018   | AS Monaco          | Club Bruges        | 0 - 4    |
| 28 novembre 2018  | Atlético de Madrid | AS Monaco          | 2 - 0    |
| 11 décembre 2018  | AS Monaco          | Borussia Dortmund  | 0 - 2    |

| Place | Club               | Pts | J | V | N | D | Buts + | Buts - | Diff. |
| 1er   | Borussia Dortmund  | 13  | 6 | 4 | 1 | 1 | 10     | 2      | +8    |
| 2e    | Atlético de Madrid | 13  | 6 | 4 | 1 | 1 | 9      | 6      | +3    |
| 3e    | Club Bruges        | 6   | 6 | 1 | 3 | 2 | 6      | 5      | +1    |
| 4e    | AS Monaco          | 1   | 6 | 0 | 1 | 5 | 2      | 14     | -12   |

### 2021-2022

#### Ligue des champions 2021-2022
Troisième tour de qualification
| Équipe 1      | Score | Équipe 2  | Aller 3 août 2021 | Retour 10 août 2021 |
| Sparta Prague | 1 - 5 | AS Monaco | 0 - 2             | 1 - 3               |

Barrages (quatrième tour)
| Équipe 1  | Score | Équipe 2         | Aller 17 août 2021 | Retour 24 août 2021 |
| AS Monaco | 2 - 3 | Chakhtar Donetsk | 0 - 1              | 2 - 2 a.p.          |

#### Ligue Europa 2021-2022
Groupe B
| Date              | Équipe 1      | Équipe 2      | Résultat |
| 16 septembre 2021 | AS Monaco     | Sturm Graz    | 1 - 0    |
| 30 septembre 2021 | Real Sociedad | AS Monaco     | 1 - 1    |
| 21 octobre 2021   | PSV Eindhoven | AS Monaco     | 1 - 2    |
| 4 novembre 2021   | AS Monaco     | PSV Eindhoven | 0 - 0    |
| 25 novembre 2021  | AS Monaco     | Real Sociedad | 2 - 1    |
| 9 décembre 2021   | Sturm Graz    | AS Monaco     | 1 - 1    |

| Place | Club          | Pts | J | V | N | D | Buts + | Buts - | Diff. |
| 1er   | AS Monaco     | 12  | 6 | 3 | 3 | 0 | 7      | 4      | +3    |
| 2e    | Real Sociedad | 9   | 6 | 2 | 3 | 1 | 9      | 6      | +3    |
| 3e    | PSV Eindhoven | 8   | 6 | 2 | 2 | 2 | 9      | 8      | +1    |
| 4e    | Sturm Graz    | 2   | 6 | 0 | 2 | 4 | 3      | 10     | -7    |

Huitième de finale
| Équipe 1       | Score | Équipe 2  | Aller 10 mars 2022 | Retour 17 mars 2022 |
| Sporting Braga | 3 - 1 | AS Monaco | 2 - 0              | 1 - 1               |

### 2022-2023

#### Ligue des champions 2022-2023
Troisième tour de qualification
| Équipe 1  | Score | Équipe 2      | Aller 2 août 2022 | Retour 9 août 2022 |
| AS Monaco | 3 - 4 | PSV Eindhoven | 1 - 1             | 2 - 3 a.p.         |

#### Ligue Europa 2022-2023
Groupe H
| Date              | Équipe 1                 | Équipe 2                 | Résultat |
| 8 septembre 2022  | Étoile rouge de Belgrade | AS Monaco                | 0 - 1    |
| 15 septembre 2022 | AS Monaco                | Ferencváros TC           | 0 - 1    |
| 6 octobre 2022    | AS Monaco                | Trabzonspor              | 3 - 1    |
| 13 octobre 2022   | Trabzonspor              | AS Monaco                | 4 - 0    |
| 27 octobre 2022   | Ferencváros TC           | AS Monaco                | 1 - 1    |
| 3 novembre 2022   | AS Monaco                | Étoile rouge de Belgrade | 4 - 1    |

| Place | Club                     | Pts | J | V | N | D | Buts + | Buts - | Diff. |
| 1er   | Ferencváros TC           | 10  | 6 | 3 | 1 | 2 | 8      | 9      | -1    |
| 2e    | AS Monaco                | 10  | 6 | 3 | 1 | 2 | 9      | 8      | +1    |
| 3e    | Trabzonspor              | 9   | 6 | 3 | 0 | 3 | 10     | 9      | +1    |
| 4e    | Étoile rouge de Belgrade | 6   | 6 | 2 | 0 | 4 | 9      | 11     | -2    |

Barrages de la phase à élimination directe (seizième de finale)
| Équipe 1         | Score             | Équipe 2  | Aller 16 février 2023 | Retour 23 février 2023 |
| Bayer Leverkusen | 5 - 5 (5 - 3 tab) | AS Monaco | 2 - 3                 | 3 - 2                  |

### 2024-2025

#### Ligue des champions 2024-2025
Phase de Championnat
| Date              | Équipe 1      | Équipe 2                 | Résultat |
| 19 septembre 2024 | AS Monaco     | FC Barcelone             | 2 - 1    |
| 2 octobre 2024    | Dinamo Zagreb | AS Monaco                | 2 - 2    |
| 22 octobre 2024   | AS Monaco     | Étoile rouge de Belgrade | 5 - 1    |
| 5 novembre 2024   | Bologne FC    | AS Monaco                | 0 - 1    |
| 27 novembre 2024  | AS Monaco     | Benfica Lisbonne         | 2 - 3    |
| 11 décembre 2024  | Arsenal FC    | AS Monaco                | 3 - 0    |
| 21 janvier 2025   | AS Monaco     | Aston Villa              | 1 - 0    |
| 29 janvier 2025   | Inter Milan   | AS Monaco                | 3 - 0    |

Barrages de la phase à élimination directe (seizième de finale)
| Equipe 1         | Score | Equipe 2  | Aller 12 fevrier 2025 | Retour 18 fevrier 2025 |
| Benfica Lisbonne | 4-3   | AS Monaco | 1-0                   | 3-3                    |
| ---------------- | ----- | --------- | --------------------- | ---------------------- |

## Bilan

### Participations
| 1e         |    |    |    |    |    |    |    |    |    |    |    |    |    |    |    |    |    |    |    |    |    |    |    |    |    |    |    |    |    |    |    |    |    |    |    |    |    |    |    |    |    |    |    |    |    |    |    |    |    |    |    |    |    |    |    |    |    |    |    |    |    |    |
| 2e         |    |    |    |    |    |    |    |    |    |    |    |    |    |    |    |    |    |    |    |    |    |    |    |    |    |    |    |    |    |    |    |    |    |    |    |    |    |    |    |    |    |    |    |    |    |    |    |    |    |    |    |    |    |    |    |    |    |    |    |    |    |    |
| 1/2        |    |    |    |    |    |    |    |    |    |    |    |    |    |    |    |    |    |    |    |    |    |    |    |    |    |    |    |    |    |    |    |    |    |    |    |    |    |    |    |    |    |    |    |    |    |    |    |    |    |    |    |    |    |    |    |    |    |    |    |    |    |    |
| 1/4        |    |    |    |    |    |    |    |    |    |    |    |    |    |    |    |    |    |    |    |    |    |    |    |    |    |    |    |    |    |    |    |    |    |    |    |    |    |    |    |    |    |    |    |    |    |    |    |    |    |    |    |    |    |    |    |    |    |    |    |    |    |    |
| 1/8        |    |    |    |    |    |    |    |    |    |    |    |    |    |    |    |    |    |    |    |    |    |    |    |    |    |    |    |    |    |    |    |    |    |    |    |    |    |    |    |    |    |    |    |    |    |    |    |    |    |    |    |    |    |    |    |    |    |    |    |    |    |    |
| 1/16       |    |    |    |    |    |    |    |    |    |    |    |    |    |    |    |    |    |    |    |    |    |    |    |    |    |    |    |    |    |    |    |    |    |    |    |    |    |    |    |    |    |    |    |    |    |    |    |    |    |    |    |    |    |    |    |    |    |    |    |    |    |    |
| 1/32       |    |    |    |    |    |    |    |    |    |    |    |    |    |    |    |    |    |    |    |    |    |    |    |    |    |    |    |    |    |    |    |    |    |    |    |    |    |    |    |    |    |    |    |    |    |    |    |    |    |    |    |    |    |    |    |    |    |    |    |    |    |    |
| Groupes    |    |    |    |    |    |    |    |    |    |    |    |    |    |    |    |    |    |    |    |    |    |    |    |    |    |    |    |    |    |    |    |    |    |    |    |    |    |    |    |    |    |    |    |    |    |    |    |    |    |    |    |    |    |    |    |    |    |    |    |    |    |    |
| Barrages   |    |    |    |    |    |    |    |    |    |    |    |    |    |    |    |    |    |    |    |    |    |    |    |    |    |    |    |    |    |    |    |    |    |    |    |    |    |    |    |    |    |    |    |    |    |    |    |    |    |    |    |    |    |    |    |    |    |    |    |    |    |    |
| 3e t. pré. |    |    |    |    |    |    |    |    |    |    |    |    |    |    |    |    |    |    |    |    |    |    |    |    |    |    |    |    |    |    |    |    |    |    |    |    |    |    |    |    |    |    |    |    |    |    |    |    |    |    |    |    |    |    |    |    |    |    |    |    |    |    |
| Années     | 62 | 63 | 64 | 65 | 66 | 67 | 68 | 69 | 70 | 71 | 72 | 73 | 74 | 75 | 76 | 77 | 78 | 79 | 80 | 81 | 82 | 83 | 84 | 85 | 86 | 87 | 88 | 89 | 90 | 91 | 92 | 93 | 94 | 95 | 96 | 97 | 98 | 99 | 00 | 01 | 02 | 03 | 04 | 05 | 06 | 07 | 08 | 09 | 10 | 11 | 12 | 13 | 14 | 15 | 16 | 17 | 18 | 19 | 20 | 21 | 22 | 23 |

| Coupe d'Europe / Ligue des champions | Coupe des Coupes | Coupe de l'UEFA / Ligue Europa |